# Cyberattaque contre Freedom Hosting II
Pour les articles homonymes, voir Cyberattaque.
La cyberattaque contre Freedom Hosting II est une intrusion extérieure survenue le 4 février 2017 visant Freedom Hosting II, un hébergeur majeur de sites sur le darknet (plus de 10 000 sites en « .onion », accessible via le navigateur Tor). Freedom Hosting II était l'un des plus gros services d’hébergement en détenant 15 à 20 % des sites underground, selon les données de la chercheuse en sécurité informatique Sarah Jamie Lewis, fondatrice du projet OnionScan. 
Cette attaque s’est soldée par le vol d’une base de données, et tous les sites web de l’hébergeur ont été défacés. D'après le hacker, les données volées incluent 74 gigaoctets de fichiers et une base de données de 2,3 gigaoctets, ainsi que l'adresse IP du serveur, ce qui pourrait potentiellement révéler l’identité de l’administrateur. De plus, selon Troy Hunt, un expert de fuites de données, la base de données volée contenait 381 000 adresses email, dont beaucoup seraient réelles.
L'attaque a été perpétuée par un hacker inconnu se réclamant du collectif Anonymous. Selon ce dernier, Freedom Hosting II aurait hébergé des sites pédopornographiques, et aurait donc décidé d'agir. Dans une interview donnée à Motherboard, le hacker précise qu'il s'agit de sa première cyberattaque. Après l’attaque, les visiteurs des sites étaient salués par le message suivant : 

« Bonjour Freedom Hosting, vous avez été piraté. Nous en sommes désolés… Vous indiquez sur votre page d’accueil que vous avez une « politique de tolérance zéro contre la pornographie infantile », mais nous avons trouvé plus de 50 % de contenu pédopornographie sur vos serveurs. En outre, vous hébergez de nombreux sites d’escroquerie, dont certains sont de toute évidence gérés par vous-même pour couvrir les frais d'hébergement. »